# Festuca flacca
Festuca flacca là một loài cỏ thuộc họ Poaceae.
Loài này chỉ có ở Ecuador.